# Коростелёв, Пётр Иванович
Пётр Иванович Коростелёв (1921—2004) — сержант Рабоче-крестьянской Красной Армии, участник Великой Отечественной войны, Герой Советского Союза (1943).

## Биография
Пётр Коростелёв родился 20 января 1921 года в городе Белёв (ныне — Тульская область). После окончания средней школы работал на железной дороге. В 1940 году Коростелёв был призван на службу в Рабоче-крестьянскую Красную Армию. С 1941 года — на фронтах Великой Отечественной войны. К сентябрю 1943 года сержант Пётр Коростелёв командовал отделением 569-го стрелкового полка 161-й стрелковой дивизии 40-й армии Воронежского фронта. Отличился во время битвы за Днепр.
23 сентября 1943 года Коростелёв одним из первых переправился через Днепр в районе села Зарубинцы Каневского района Киевской, ныне Черкасской, области Украинской ССР и принял активное участие в захвате плацдарма на его западном берегу. В тех боях Коростелёв лично уничтожил несколько десятков солдат и офицеров противника, захватил в плен немецкого офицера, неоднократно поднимал своих товарищей в атаку.
Указом Президиума Верховного Совета СССР от 23 октября 1943 года за «мужество и героизм, проявленные в борьбе с немецкими захватчиками» сержант Пётр Коростелёв был удостоен высокого звания Героя Советского Союза с вручением ордена Ленина и медали «Золотая Звезда» за номером 1236.
После окончания войны Коростелёв был демобилизован. Проживал в Москве. Окончил железнодорожное училище, работал на железной дороге. 
Скончался 13 августа 2004 года, похоронен на Бабушкинском кладбище Москвы (участок 24).
Был также награждён орденом Отечественной войны 1-й степени и рядом медалей.